# Partit Nacional Democràtic
El Partit Nacional Democràtic (Erovnuli Demkratiuli Partia) és un partit polític georgià fundat a finals del segle xix seguint les idees nacionalistes d'Ilià Txavtxavadze. El 1917 va celebrar el congrés de fundació i hi fou nomenat secretari del partit Spiridon Kedia, alhora que s'aprovava un programa de caràcter no socialista, partidari de la total independència de Geòrgia i, per tant, oposat tant a l'imperialisme rus com al bolxevisme, basant-ne l'ideari en el cristianisme, la defensa de la propietat privada i de la democràcia. El 1921, juntament amb Kereselidze i Kvinitadze, s'establiren a Romania on es mostraren força germanòfils.
El partit fou refundat el 1981, dirigit per Irina Xarishvili-Txanturia i Merab Mamardaixvili. Són partidaris de reposar en el tron georgià al candidat Jorge de Bagration-Mukhrani y Baviera (1944), resident a Madrid.
A les eleccions de 2004 es presentaren en coalició amb la Unió de Tradicionalistes Georgians.